# Ичков мир
Ичков мир (серб. Ичков мир/Ičkov mir) ― название мирного договора, переговоры о заключении которого в период с июля по октябрь 1806 года вёл Петар Ичко, османский драгоман (дипломат) и представитель сербских повстанцев во время Первого сербского восстания. Петар Ичков был два раза послан повстанцами в Константинополь во второй половине 1806 года, чтобы вести переговоры о заключении мира. Османы, казалось, были готовы предоставить Сербии автономию после ряда убедительных побед повстанцев в 1805 и 1806 годах, а также ввиду давления со стороны Российской империи, войска которой заняли Молдавию и Валахию (эти два княжества находились под вассалитетом Османской империи). Блистательная Порта согласилась на признание своего рода автономии для Сербии и чёткое закрепление размера взимаемых с сербов налогов в январе 1807 года, когда мятежники уже успели захватить Белград. К этому моменту повстанцы отказались от соблюдения условий договора и начали искать помощи Российской империи в борьбе за свою независимость, в то время как турки объявили войну России в декабре 1806. В результате переговоров с российскими представителями 10 июня 1807 года был подписан договор о заключении военного союза между Россией и Сербией.